# Malurus melanocephalus
Malurus melanocephalus là một loài chim trong họ Maluridae.
Đây là loài đặc hữu của Australia và có thể được tìm thấy ở gần sông và ven biển dọc theo bờ biển phía bắc và phía đông từ Kimberley ở phía tây bắc đến khu vực Hunter ở New South Wales. Chim trống có bộ lông giống nổi bật, với đầu và phần lưng và đuôi màu đen, và cánh và lưng màu đen đỏ màu sắc rực rỡ.